# Könsdimorfism

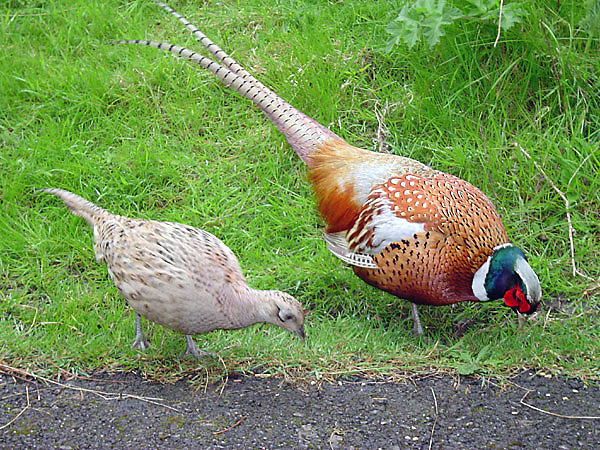
Fasanen uppvisar en dramatisk skillnad i både färgsättning och storlek mellan de båda könen. Bilden visar en hona till vänster, en hane till höger.

Könsdimorfism är när handjur och hondjur av samma djurart har olika storlek, färg, utseende, läten och/eller karaktär.
Bland de djurarter (främst fåglar) där honan är störst eller färggrannast talar man ofta om omvänd könsdimorfism.

## Exempel

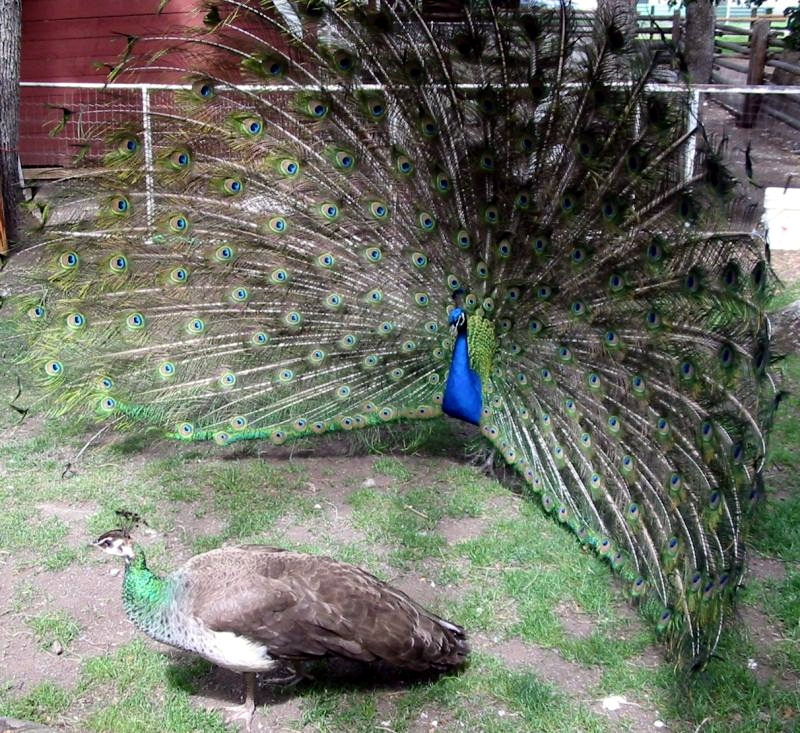
Påfågelhane (till höger) som uppvaktar en hona

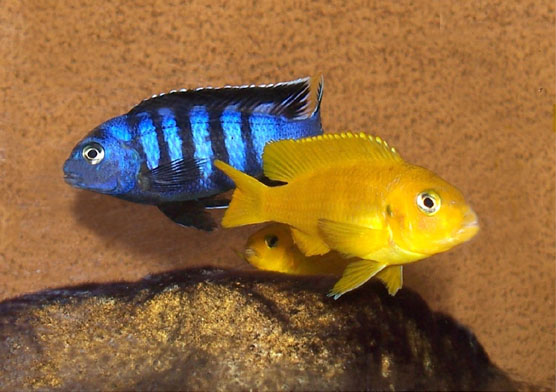
Hos malawicikliden Pseudotropheus saulosi är könsdimorfismen uppenbar. Den blå fisken är en hane, de två gula är honor.

Skrattmåsen uppvisar liten grad av könsdimorfism, medan påfågeln uppvisar en hög grad av könsdimorfism. Hos mörtar är könsdimorfismen ofta obetydlig, medan den hos till exempel ciklider från Mbuna-gruppen i Malawisjön nästan alltid är mycket påtaglig. Även hos arter där könen ser lika ut i mänskliga ögon kan dock könsdimorfismen vara påtaglig i deras egna ögon.  Detta gäller i synnerhet många fåglar, vars färgseende avsevärt avviker från människans. Två djurgrupper som uppvisar extrem könsdimorfism är vridvingar och djuphavsmarulkar. Hos många däggdjur är hanarna generellt större än honorna, inklusive pinnipeder (säldjur) och primater (däribland människor.)

## Ord och etymologi
Etymologiskt är uttrycket sammansatt av det svenska ordet kön samt det tyska dimorphismus, som har sitt ursprung i latiniserade former av grekiska δίμορφος. Detta är i sin tur sammansatt av δι- ('två-', 'dubbel-') samt μορφή ('form', 'gestalt').
Enligt NE är könskaraktär ett ”kännetecken som skiljer de båda könen från varandra”, medan det betydligt vanligare ordet könsdimorfism är ”olikheter i utseende och beteende mellan hanar och honor av samma art”, och ett något vidare begrepp.